# Gotteszell (Bawaria)
Gotteszell – miejscowość i gmina w Niemczech, w kraju związkowym Bawaria, w rejencji Dolna Bawaria, w regionie Donau-Wald, w powiecie Regen, wchodzi w skład wspólnoty administracyjnej Ruhmannsfelden. Leży około 12 km na zachód od miasta Regen, przy drodze B11 i linii kolejowej Deggendorf – Klatovy.

## Zabytki
- kościół pw. św. Anny (St. Anna)